# Chiesa dei Santi Sebastiano e Rocco (Villa Faraldi)
La chiesa dei Santi Sebastiano e Rocco è un luogo di culto cattolico situato nella borgata di Tovetto nel comune di Villa Faraldi, in provincia di Imperia.

## Storia e descrizione
L'edificio probabilmente fu costruito a partire dalla seconda metà del Cinquecento e ha subito un radicale restauro, in forme barocche, nella prima metà del Settecento.
Abbandonato per decenni, tra gli anni ottanta e novanta del Novecento è stato restaurato grazie all'iniziativa di Fritz Røed (noto scultore norvegese che a Villa Faraldi risiedette per anni) che si avvalse dell'aiuto degli abitanti del luogo e di diversi stranieri, soprattutto tedeschi, che qui avevano la seconda casa.
L'esterno è molto semplice: spiccano solo una meridiana sulla parete laterale, il piccolo campanile a vela e il bel portone con le sculture in bronzo di Røed; l'interno, ad unica navata, conserva due altari barocchi in gesso e stucco dipinto e una scultura contemporanea in legno di Sant'Olaf, re norvegese martire nell'XI secolo.
Di particolare interesse, poi, sono la statua settecentesca di San Domenico, curiosamente venerato dai fedeli locali come fosse san Rocco, e il polittico raffigurante San Sebastiano martirizzato e altri santi, interessante opera cinquecentesca di cui si ignora l'autore, ma che alcuni studiosi ritengono essere di scuola veneta.